# Rose Heilbron
Rose Heilbron (19 de agosto de 1914-8 de diciembre de 2005) fue una abogada (barrister) británica que se desempeñó como jueza del Tribunal Superior de Justicia. Su carrera incluyó muchas «primeras veces» para una mujer: fue la primera mujer en obtener una licenciatura en derecho de primera clase en la Universidad de Liverpool, la primera mujer en ganar una beca para Gray's Inn, una de las dos primeras mujeres en ser nombradas Consejeras del rey en Inglaterra, la primera mujer en liderar un caso de asesinato, la primera mujer recorder (un tipo de funcionario judicial), la primera mujer juez en tener asiento en Old Bailey, y la primera mujer tesorera de Gray's Inn. También fue la segunda mujer en ser nombrada jueza del Tribunal Superior de Justicia, después de Elizabeth Lane. 

## Primeros años
Heilbron nació en Liverpool el 19 de agosto de 1914, hija de un hotelero judío, Max Heilbron. Ayudó a los judíos que querían emigrar. Asistió a la Escuela Belvedere y la Universidad de Liverpool, donde se convirtió en una de las dos primeras mujeres en obtener una licenciatura en derecho de primera clase, en 1935. Se le otorgó la beca Lord Justice Holker en Gray's Inn en 1936, y se convirtió en una de las dos únicas mujeres en tener una maestría en leyes en 1937. Dos años más tarde fue llamada a la barra y se unió al Circuito Norte en 1940.

## Carrera profesional
Heilbron ejerció principalmente en lesiones personales y derecho penal. Su rápido ascenso puede haber sido ayudado por el hecho de que muchos hombres estuvieron en las fuerzas armadas en la Segunda Guerra Mundial, durante sus primeros seis años como abogada.
Fue abogada menor del jugador de críquet de las Indias Occidentales Learie Constantine en su caso en 1944, Constantine v Imperial Hotels, después de que lo rechazaran en un hotel debido a su color de piel. En 1946, en el caso Adams v Naylor, representó a dos niños heridos en un campo de minas terrestres en la playa entre Crosby y Southport en una demanda contra un oficial del ejército; la apelación fallida a la Cámara de los Lores contribuyó a la Ley de Procedimientos de la Corona de 1947.
En 1946, Heilbron había aparecido en diez juicios por asesinato, y en 1949, solo unos meses después del nacimiento de su hija, fue una de las dos primeras mujeres Consejeras del rey (KC por sus siglas en inglés) en el English Bar (la otra fue Helena Normanton). Con 34 años, era la KC más joven desde Thomas Erskine en 1783 cuando tenía 33 años. Se convirtió en una especie de nombre familiar, especialmente en su ciudad natal, cuando, en 1949-1950, se convirtió en la primera mujer en liderar un caso de asesinato, cuando defendió al gánster George Kelly, acusado de matar a tiros al subdirector del cine Cameo en Liverpool, que se conoció como el «asesinato Cameo». Según los informes, Kelly dijo que no quería «que una Judy [un término de la jerga inglesa para referirse a una mujer] lo defendiera», pero luego la elogió por su meticulosa defensa, lo que la llevó a ser nombrada «Mujer del año» por el Daily Mirror. No pudo salvar a Kelly de la horca, pero el Tribunal de Apelación anuló su condena por insegura en 2003.
Los éxitos de Heilbron en la primera mitad de la década de 1950 incluyeron la defensa de cuatro hombres acusados de colgar a un niño durante un robo, en el que pudo demostrar que la muerte había sido un accidente; y la defensa de Louis Bloom, un abogado de Hartlepool que fue acusado de asesinar a su amante en su oficina, pero fue declarado culpable de homicidio involuntario. Sin embargo, en 1953 no pudo salvar a John Todd de la horca por el asesinato de un comerciante en Aintree.
Lideró en varios otros casos importantes, incluido Ormrod v Crosville Motor Services sobre responsabilidad indirecta en 1953, y Sweet v Parsley sobre la presunción de un requisito de mens rea en delitos penales en 1970.

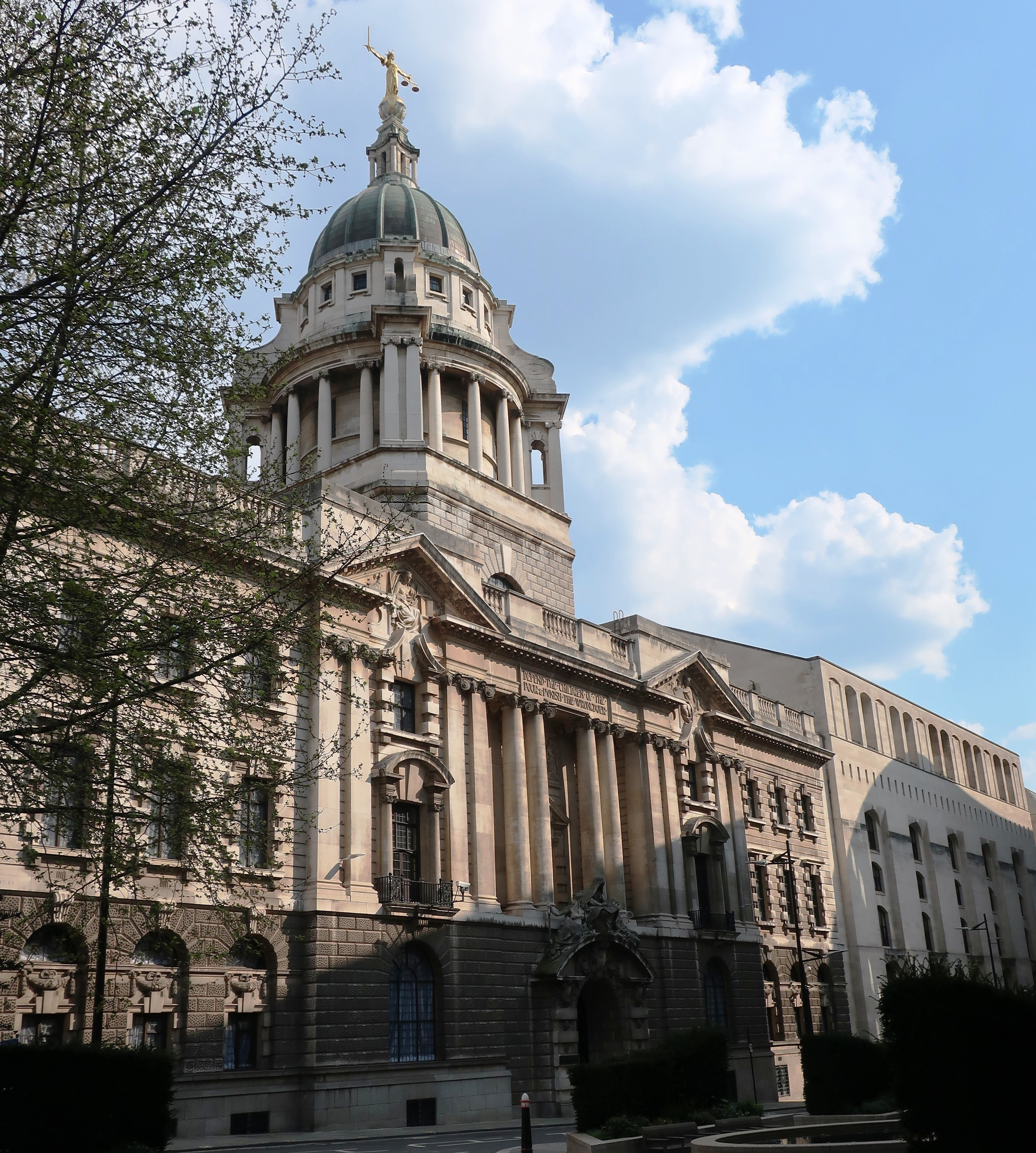
Old Bailey.

Heilbron fue nombrada register de Burnley en noviembre de 1956, el primer nombramiento de una mujer como register, aunque no era la primera vez que una ocupaba el cargo (Sybil Campbell fue nombrada magistrada de estipendios metropolitana en 1945, y Dorothy Knight Dix fue la primera mujer en presidir un juicio con jurado en 1946, como secretaria adjunta de Deal). En 1957, fue la primera mujer en ocupar el cargo de Comisionada de Assize. Elizabeth Lane fue nombrada la primera jueza del Tribunal del Condado en 1962 y del Tribunal Superior en 1965, pero Heilbron fue nombrada la primera jueza en ocupar un cargo en Old Bailey el 4 de enero de 1972. Se convirtió en líder del Circuito Norte en 1973 y luego siguió a Lane como la segunda jueza del Tribunal Superior en 1974. A pesar de su experiencia en casos penales, que naturalmente la habrían adaptado a la División de la Banca de la Reina, fue asignada a la División de Familia. Se hizo cargo de muchos casos penales mientras presidía el Tribunal del Circuito Norte (la primera mujer como Juez Presidente de cualquier circuito) de 1979 a 1982.
En 1975, el ministro del Interior, Roy Jenkins, nombró a Heilbron para presidir un comité para considerar la reforma de las leyes contra la violación. El informe posterior del comité recomendó que la identidad de los denunciantes de violación se mantuviera en secreto y que la defensa debería tener una capacidad limitada para contrainterrogar al denunciante sobre su historial sexual en un esfuerzo por atacar su carácter. En 1976, fue nombrada miembro honorario de Lady Margaret Hall, Oxford.
Se convirtió en juez en Gray's Inn en 1968, y fue la primera mujer en encabezar uno de los cuatro Inns of Court cuando se convirtió en su tesorera en 1985. Se retiró de la oficina judicial en 1988.

## Vida personal
Los pasatiempos de Heilbron incluían el golf y caminar, y fue miembro entusiasta de Soroptimist International, la organización mundial para mujeres en puestos directivos y profesiones, que trabaja para promover los derechos humanos y la condición de la mujer. Fue coronel honoraria del Batallón de East Lancashire del Cuerpo del Ejército Real de Mujeres (WRAC). Se informó que fue la primera mujer en Liverpool en usar un vestido de noche largo hasta la pantorrilla.
En 1945 se casó con el médico de cabecera nacido en Dublín, el Dr. Nathaniel Burstein (1905-2010). Se convirtió en consultor en un hospital de Liverpool y no hay duda de que la disponibilidad de sus conocimientos médicos fue de gran ayuda para ella en algunos casos. Su hija, Hilary, nació en enero de 1949; Hilary también se convirtió en abogada y en 1987 fue nombrada QC, la 29.ª mujer honrada.

## Muerte
Heilbron y su esposo se habían mudado de Liverpool a Londres cuando fue nombrada jueza del Tribunal Superior. Murió en un hogar de ancianos en Islington, de neumonía e isquemia cerebrovascular, a la que le sobrevivieron su esposo e hija. Una biografía de Heilbron, por su hija Hilary, fue publicada en 2012.

## En la cultura popular
Heilbron fue la inspiración para el personaje de Harriet Peterson en la serie de televisión de Yorkshire Television Justice, que se desarrolló durante tres años, 1971-1974.

## Lectura adicional
- «Dame Rose Heilbron [Obituary]». The Telegraph (en inglés). 10 de diciembre de 2005. Consultado el 10 de octubre de 2021.
- «Dame Rose Heilbron [Obituary]». The Times (en inglés). 13 de diciembre de 2005. Consultado el 10 de octubre de 2021.
- Heilbron, Hilary (2012). Rose Heilbron: Legal Pioneer of the 20th Century. Oxford: Hart Publishing. ISBN 9781849464017.

- Datos: Q2166737
- Multimedia: Rose Heilbron / Q2166737